# Aizecourt-le-Haut
Pour les articles homonymes, voir Aizecourt.
Aizecourt-le-Haut est une commune française située dans le département de la Somme en région Hauts-de-France.

## Géographie

### Localisation

#### Communes limitrophes
|          | Moislains         | Templeux-la-Fosse |
| Allaines | Aizecourt-le-Haut | Driencourt        |
|          | Bussu             |                   |

### Hydrographie
La commune est située dans le bassin Artois-Picardie. Elle n'est drainée par aucun cours d'eau.

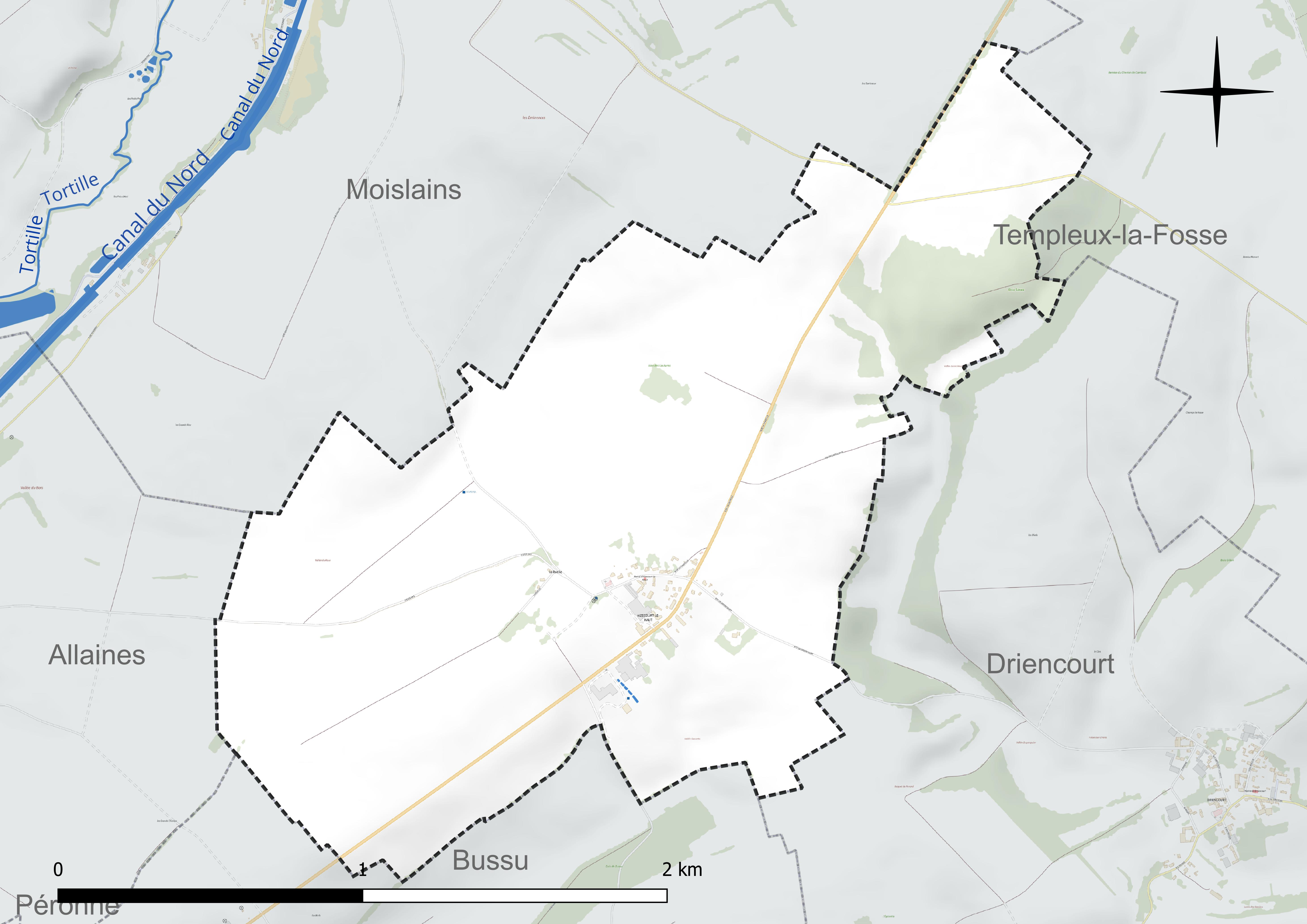
Réseau hydrographique d'Aizecourt-le-Haut.

### Climat
Pour des articles plus généraux, voir Climat des Hauts-de-France et Climat de la Somme.
En 2010, le climat de la commune est de type climat océanique dégradé des plaines du Centre et du Nord, selon une étude du CNRS s'appuyant sur une série de données couvrant la période 1971-2000. En 2020, Météo-France publie une typologie des climats de la France métropolitaine dans laquelle la commune est exposée à un climat océanique et est dans la région climatique Nord-est du bassin Parisien, caractérisée par un ensoleillement médiocre, une pluviométrie moyenne régulièrement répartie au cours de l'année et un hiver froid (3 °C).
Pour la période 1971-2000, la température annuelle moyenne est de 10,1 °C, avec une amplitude thermique annuelle de 15 °C. Le cumul annuel moyen de précipitations est de 748 mm, avec 10,7 jours de précipitations en janvier et 9,1 jours en juillet. Pour la période 1991-2020, la température moyenne annuelle observée sur la station météorologique la plus proche, située sur la commune d'Estrées-Mons à 10 km à vol d'oiseau, est de 11,0 °C et le cumul annuel moyen de précipitations est de 647,5 mm,. Pour l'avenir, les paramètres climatiques de la commune estimés pour 2050 selon différents scénarios d'émission de gaz à effet de serre sont consultables sur un site dédié publié par Météo-France en novembre 2022.

## Urbanisme

### Typologie
Au 1er janvier 2024, Aizecourt-le-Haut est catégorisée commune rurale à habitat dispersé, selon la nouvelle grille communale de densité à sept niveaux définie par l'Insee en 2022.
Elle est située hors unité urbaine. Par ailleurs la commune fait partie de l'aire d'attraction de Péronne, dont elle est une commune de la couronne,. Cette aire, qui regroupe 52 communes, est catégorisée dans les aires de moins de 50 000 habitants,.

### Occupation des sols
L'occupation des sols de la commune, telle qu'elle ressort de la base de données européenne d'occupation biophysique des sols Corine Land Cover (CLC), est marquée par l'importance des territoires agricoles (93,6 % en 2018), en augmentation par rapport à 1990 (92,5 %). La répartition détaillée en 2018 est la suivante : 
terres arables (86,3 %), zones agricoles hétérogènes (7,4 %), forêts (6,4 %). L'évolution de l'occupation des sols de la commune et de ses infrastructures peut être observée sur les différentes représentations cartographiques du territoire : la carte de Cassini (XVIIIe siècle), la carte d'état-major (1820-1866) et les cartes ou photos aériennes de l'IGN pour la période actuelle (1950 à aujourd'hui).

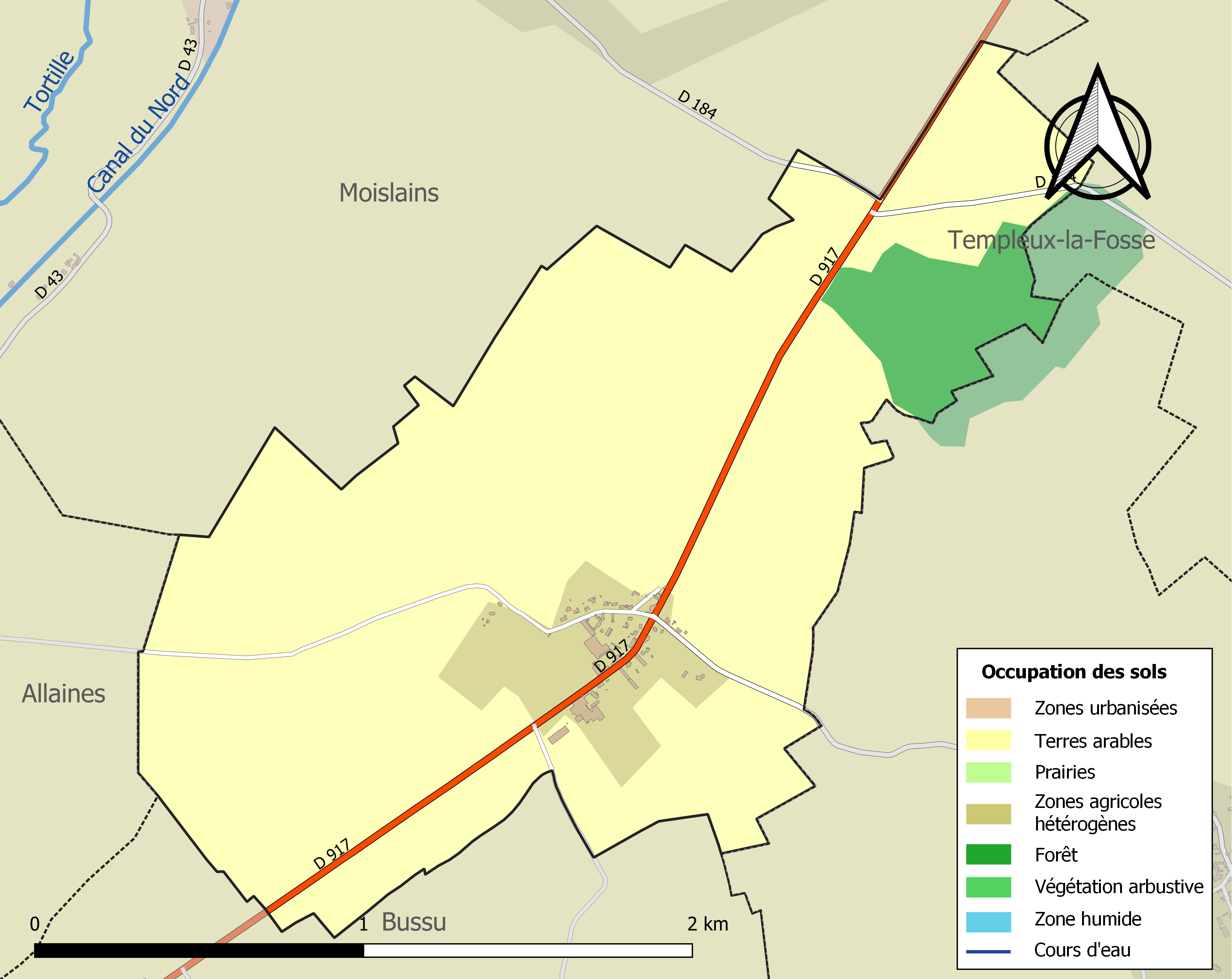
Carte des infrastructures et de l'occupation des sols de la commune en 2018 (CLC).

## Toponymie
Le nom de la localité est attesté sous la forme Asiolcurt en 977,; Aisilcurt en 980 ; Eisecurt en 1174 ; Aisecort en 1219 ; Aisencourt en 1232 ; Aisincurt en 1453 ; Aizecourt en 1567 ; Escourt-le-Grand en 1592 ; Haisecourt en 1648 ; Aizecourt-le-Haut en 1733.
Il s'agit d'une formation toponymique médiévale en -court au sens ancien de « cour de ferme → ferme, domaine rural », précédé selon le cas général d'un anthroponyme germanique, peut-être Ansiulf,. Le déterminant le-Haut apparaît vers le XVIIe siècle (voir supra)
Homonymie avec Aizecourt-le-Bas (Haizecourt-le-Bas en 1690, Aveu) à 6 km, attesté beaucoup plus tardivement.
Aizcourt-Heut en picard.

## Politique et administration
| Période                                  | Période                   | Identité          | Étiquette | Qualité |
| ---------------------------------------- | ------------------------- | ----------------- | --------- | ------- |
| Les données manquantes sont à compléter. |                           |                   |           |         |
| mars 2001                                | mai 2020                  | Jean-Marie Deleau |           |         |
| mai 2020                                 | En cours (au 5 août 2020) | Roseline Laout    |           |         |

## Démographie
L'évolution du nombre d'habitants est connue à travers les recensements de la population effectués dans la commune depuis 1793. Pour les communes de moins de 10 000 habitants, une enquête de recensement portant sur toute la population est réalisée tous les cinq ans, les populations de référence des années intermédiaires étant quant à elles estimées par interpolation ou extrapolation. Pour la commune, le premier recensement exhaustif entrant dans le cadre du nouveau dispositif a été réalisé en 2006.

En 2022, la commune comptait 67 habitants, en évolution de −1,47 % par rapport à 2016 (Somme : −1,26 %, France hors Mayotte : +2,11 %).
| 1793 | 1800 | 1806 | 1821 | 1831 | 1836 | 1841 | 1846 | 1851 |
| ---- | ---- | ---- | ---- | ---- | ---- | ---- | ---- | ---- |
| 188  | 188  | 190  | 162  | 250  | 270  | 291  | 278  | 275  |

| 1856 | 1861 | 1866 | 1872 | 1876 | 1881 | 1886 | 1891 | 1896 |
| ---- | ---- | ---- | ---- | ---- | ---- | ---- | ---- | ---- |
| 255  | 214  | 210  | 189  | 178  | 154  | 176  | 133  | 144  |

| 1901 | 1906 | 1911 | 1921 | 1926 | 1931 | 1936 | 1946 | 1954 |
| ---- | ---- | ---- | ---- | ---- | ---- | ---- | ---- | ---- |
| 136  | 126  | 136  | 63   | 96   | 99   | 104  | 70   | 97   |

| 1962 | 1968 | 1975 | 1982 | 1990 | 1999 | 2006 | 2011 | 2016 |
| ---- | ---- | ---- | ---- | ---- | ---- | ---- | ---- | ---- |
| 80   | 69   | 72   | 54   | 80   | 100  | 91   | 77   | 68   |

| 2021 | 2022 | - | - | - | - | - | - | - |
| ---- | ---- | - | - | - | - | - | - | - |
| 66   | 67   | - | - | - | - | - | - | - |

## Culture locale et patrimoine

### Lieux et monuments
- Église Saint-Antoine, architecte Louis Faille de Nurlu.
- Chapelle de la Vierge. Sur la route nationale, vers Nurlu, deux piliers de pierre protègent son entrée[22].

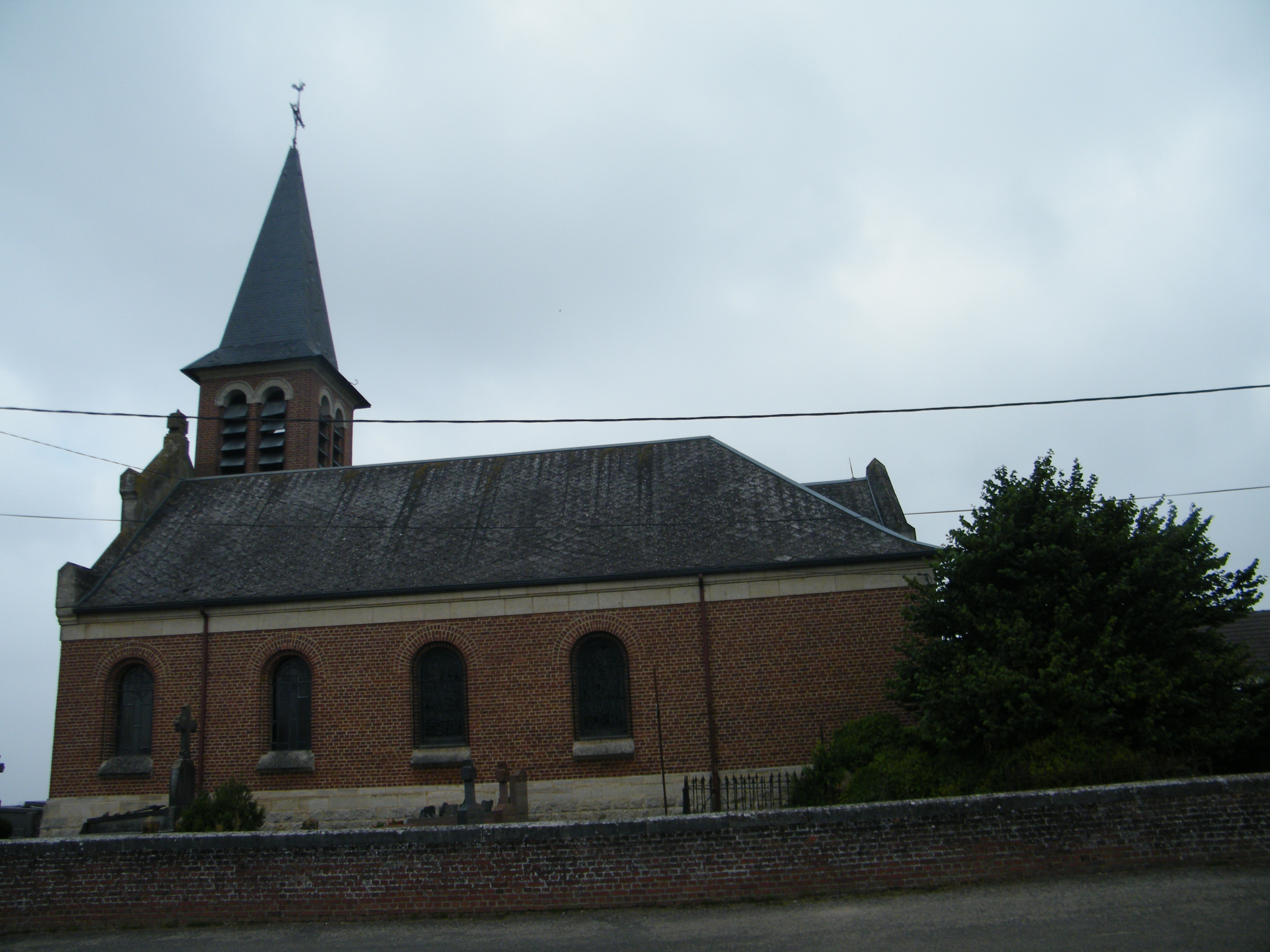
Saint-Antoine.

### Personnalités liées à la commune
- Jacques Louis Jaucourt-Latour, général de brigade dans le corps des carabiniers sous la Révolution française, né le 17 mars 1736 à Aizecourt-le-Haut, décédé le 8 octobre 1807 à Gray (Haute-Saône).
- Charles Marc Louis de Mellet (1760-1811), général des armées de la République et de l'Empire, décédé dans cette commune le 13 janvier 1811.
- Nicolas Félix Harlé, homme politique né le 3 avril 1788 à Péronne (Somme) et décédé le 15 août 1859 à Aizecourt-le-Haut (Somme).
- Louis-Eugène Francqueville (1845-1905), ancien évêque de Rodez, est né sur la commune[23]

### Héraldique
Pour un article plus général, voir Armorial des communes de la Somme.
| Blason de Aizecourt-le-Haut | Blason  | Parti : au 1er d'azur au buste de saint Quentin d'or, au 2d d'argent à un tau fleuronné de gueules aux extrémités duquel sont appendues deux clochettes d'azur ; le tout au chef de sinople chargé de trois gerbes de blé d'or, liées de gueules. |
| Blason de Aizecourt-le-Haut | Détails | Le statut officiel du blason reste à déterminer. Auteur(s)J.-F. Binon |

## Pour approfondir